# Lista siturilor arheologice din județul Mehedinți - A
Lista siturilor arheologice din județul Mehedinți - A conține toate siturile arheologice din județul Mehedinți înscrise în Repertoriul Arheologic Național (RAN) și aflate în localități al căror nume începe cu litera A. RAN este administrat de Ministerul Culturii și Patrimoniului Național și cuprinde date științifice, cartografice, topografice, imagini și planuri, precum și orice alte informații privitoare la zonele cu potențial arheologic, studiate sau nu, încă existente sau dispărute.
Puteți căuta un sit din localitățile care încep cu litera A folosind formularul de mai jos sau puteți naviga prin toate siturile din județ la Lista siturilor arheologice din județul Mehedinți.
| Cod RAN                                | Denumire | Localitate                  | Adresă         | Datare                 | Descoperit | Coordonate | Imagine           | Erori            |
| -------------------------------------- | --- | --------------------------- | -------------- | ---------------------- | ---------- | ---------- | ----------------- | ---------------- |
| 113947.01.01 (Cod LMI: MH-I-s-B-10049) | Situl arheologic de la Almăjel - "Fântânele Mari" / ansamblu anonim (Categorie: locuire civilă) (Tip: Așezare) | sat Almăjel, comuna Vlădaia | Fântânele Mari | Sălcuța                |            |            | Încărcați imagine | Raportați eroare |
| 113947.01.02 (Cod LMI: MH-I-s-B-10049) | Situl arheologic de la Almăjel - "Fântânele Mari" / ansamblu anonim (Categorie: locuire civilă) (Tip: Așezare) | sat Almăjel, comuna Vlădaia | Fântânele Mari | Gârla Mare             |            |            | Încărcați imagine | Raportați eroare |
| 113947.01.03 (Cod LMI: MH-I-s-B-10049) | Situl arheologic de la Almăjel - "Fântânele Mari" / ansamblu anonim (Categorie: locuire civilă) (Tip: Așezare) | sat Almăjel, comuna Vlădaia | Fântânele Mari | sec. IX - VIII a. Chr. |            |            | Încărcați imagine | Raportați eroare |
| 113947.02.01                           | Situl arheologic de la Almăjel- Valea Seacă / ansamblu anonim (Categorie: locuire) (Tip: Așezare)              | sat Almăjel, comuna Vlădaia | Valea Seacă    | Sălcuța                |            |            | Încărcați imagine | Raportați eroare |
| 113947.02.02                           | Situl arheologic de la Almăjel- Valea Seacă / ansamblu anonim (Categorie: locuire) (Tip: Așezare)              | sat Almăjel, comuna Vlădaia | Valea Seacă    | Vinča                  |            |            | Încărcați imagine | Raportați eroare |
| 113947.02.03                           | Situl arheologic de la Almăjel- Valea Seacă / ansamblu anonim (Categorie: locuire) (Tip: Așezare)              | sat Almăjel, comuna Vlădaia | Valea Seacă    | Starčevo - Criș        |            |            | Încărcați imagine | Raportați eroare |